# Élections législatives de 1885 dans le Nord
Les élections législatives françaises de 1885 se déroulent les 4 et 18 octobre 1885. Dans le département du Nord, où vingt députés sont à élire dans le cadre d'un scrutin de liste majoritaire, la totalité des sièges est remportée dès le premier tour par la liste conservatrice, c'est-à-dire monarchiste.

## Contexte
En application d'une nouvelle loi électorale instaurant le scrutin de liste départemental, le Nord passe de 18 à 20 députés. Il s'agit du plus gros contingent après celui de la Seine.
Les élections législatives de 1881 avaient donné une très large majorité aux républicains, qui l'avaient emporté dans 13 des 18 circonscriptions nordistes, avec environ 160 000 voix sur 240 000 votants (67%), contre 80 000 (33%) aux monarchistes.
Également majoritaire au niveau national, le camp républicain a cependant souffert, en fin de législature, des dissensions exacerbées entre les républicains modérés dits « opportunistes », et les républicains radicaux, notamment sur la question coloniale (expédition du Tonkin). Si la plupart des députés nordistes appartiennent au premier courant, ils ne peuvent ignorer la montée des radicaux, marquée, dès 1882, par la victoire d'Alfred Giard à une élection partielle à Valenciennes.
Face aux républicains, les conservateurs abordent les élections législatives avec confiance à la suite de la victoire du monarchiste Édouard Fiévet à l'élection sénatoriale du 25 janvier. Lors de cette dernière campagne, les monarchistes avaient évité d'exprimer leur opposition aux institutions républicaines et s'étaient plutôt concentrés sur des sujets économiques, religieux et sociaux, notamment sur le thème du protectionnisme, très porteur dans les territoires ruraux du département.

### Députés sortants
|    | Circonscription | Nom                    |  | Parti        | Groupe             |
| -- | --------------- | ---------------------- |  | ------------ | ------------------ |
| 1  | Avesnes-1       | Ernest Guillemin       |  | Opportuniste | Union républicaine |
| 2  | Avesnes-2       | Maxime Lecomte         |  | Opportuniste | Union républicaine |
| 3  | Cambrai-1       | Auguste-Joseph Bernard |  | Opportuniste | Union démocratique |
| 4  | Cambrai-2       | Jules Cirier           |  | Opportuniste | Union républicaine |
| 5  | Douai-1         | Casimir Giroud         |  | Opportuniste | Union républicaine |
| 6  | Douai-2         | Charles Desmoutiers    |  | Opportuniste | Union démocratique |
| 7  | Dunkerque-1     | Jean-Baptiste Trystram |  | Radical      | Gauche radicale    |
| 8  | Dunkerque-2     | Alphonse Bergerot      |  | Monarchiste  | Union des droites  |
| 9  | Hazebrouck-1    | Alphonse Outters       |  | Opportuniste | Union démocratique |
| 10 | Hazebrouck-2    | Ignace Plichon         |  | Bonapartiste | Union des droites  |
| 11 | Lille-1         | Pierre Legrand         |  | Opportuniste | Union républicaine |
| 12 | Lille-2         | Gustave Masure         |  | Opportuniste | Union républicaine |
| 13 | Lille-3         | Achille Scrépel        |  | Opportuniste | Union républicaine |
| 14 | Lille-4         | Eugène des Rotours     |  | Bonapartiste | Union des droites  |
| 15 | Lille-5         | Georges Brame          |  | Bonapartiste | Union des droites  |
| 16 | Lille-6         | Charles Jonglez        |  | Monarchiste  | Union des droites  |
| 17 | Valenciennes-1  | Alfred Giard           |  | Radical      | Extrême gauche     |
| 18 | Valenciennes-2  | Alfred Girard          |  | Opportuniste | Union républicaine |

## Constitution des listes et campagne

### Division des républicains
Face aux « réactionnaires », les républicains modérés décident tout d'abord de faire front commun avec les radicaux, dans une logique de concentration républicaine.
Le 29 juillet, à la salle du Conservatoire de Lille, le sénateur Achille Testelin préside une réunion départementale à laquelle participent les délégués des comités républicains cantonaux institués dans les différents arrondissements du Nord. C'est à l'issue de cette réunion plénière que la liste républicaine est adoptée.
Comme cinq sièges sont détenus depuis 1881 par les conservateurs et que deux des douze députés républicains sortants, Bernard et Masure, ne se représentent pas, sept candidats ont dû être désignés par les comités d'arrondissement. Il s'agit du maire de Bergues, Léon Claeys, pour l'arrondissement de Dunkerque, du journaliste Hector Depasse pour celui d'Hazebrouck et, enfin, pour l'arrondissement de Lille, des conseillers généraux Adolphe Bourgeois, Edmond Mariage et Albert Legrand, ainsi que de l'ancien maire d'Armentières, Mathias Tahon-Fauvel. Il ne manque que le nom du remplaçant de Bernard, les délégués de l'arrondissement de Cambrai s'étant donné jusqu'au 24 août pour investir un candidat. Leur choix se portera sur Jules Hallette, fabricant de sucre au Cateau.
Afin de briguer les deux sièges supplémentaires créés par la nouvelle loi électorale, la réunion plénière choisit le directeur du Petit Nord, Charles Simon, et l'un des adjoints au maire de Tourcoing, Fidèle Lehoucq. 
Comme la plupart de ces candidats appartiennent au courant opportuniste, les radicaux se sentent lésés. Alors qu'ils revendiquaient initialement cinq places sur la liste, il n'en ont obtenu que quatre, pour les sortants Giard (extrême gauche) et Trystram (gauche radicale), et pour les candidats Mariage (gauche radicale) et Tahon-Fauvel (extrême gauche). Cependant, ce dernier doit bientôt renoncer à se présenter après avoir été condamné par le tribunal de commerce.
Moins de deux semaines après la réunion plénière, le député opportuniste sortant Alphonse Outters annonce qu'il se retire pour raisons de santé. Le comité d'Hazebrouck décide de le remplacer par le conseiller général Émile Moreau, mais les hommes forts de l'opportunisme, Testelin et le préfet Jules Cambon, refusent d'inclure cet élu proche de l'extrême gauche. Plusieurs membres du comité démissionnent pour protester contre cette ingérence, tandis que ceux qui restent choisissent l'ancien sous-préfet d'Hazebrouck Théophile Salomé.
Les radicaux n'ont pas davantage gain de cause dans l'arrondissement d'Avesnes, où l'opportuniste Ernest Guillemin, également empêché de se présenter par des problèmes de santé (dont il mourra peu de temps après), est remplacé par François Boussus.

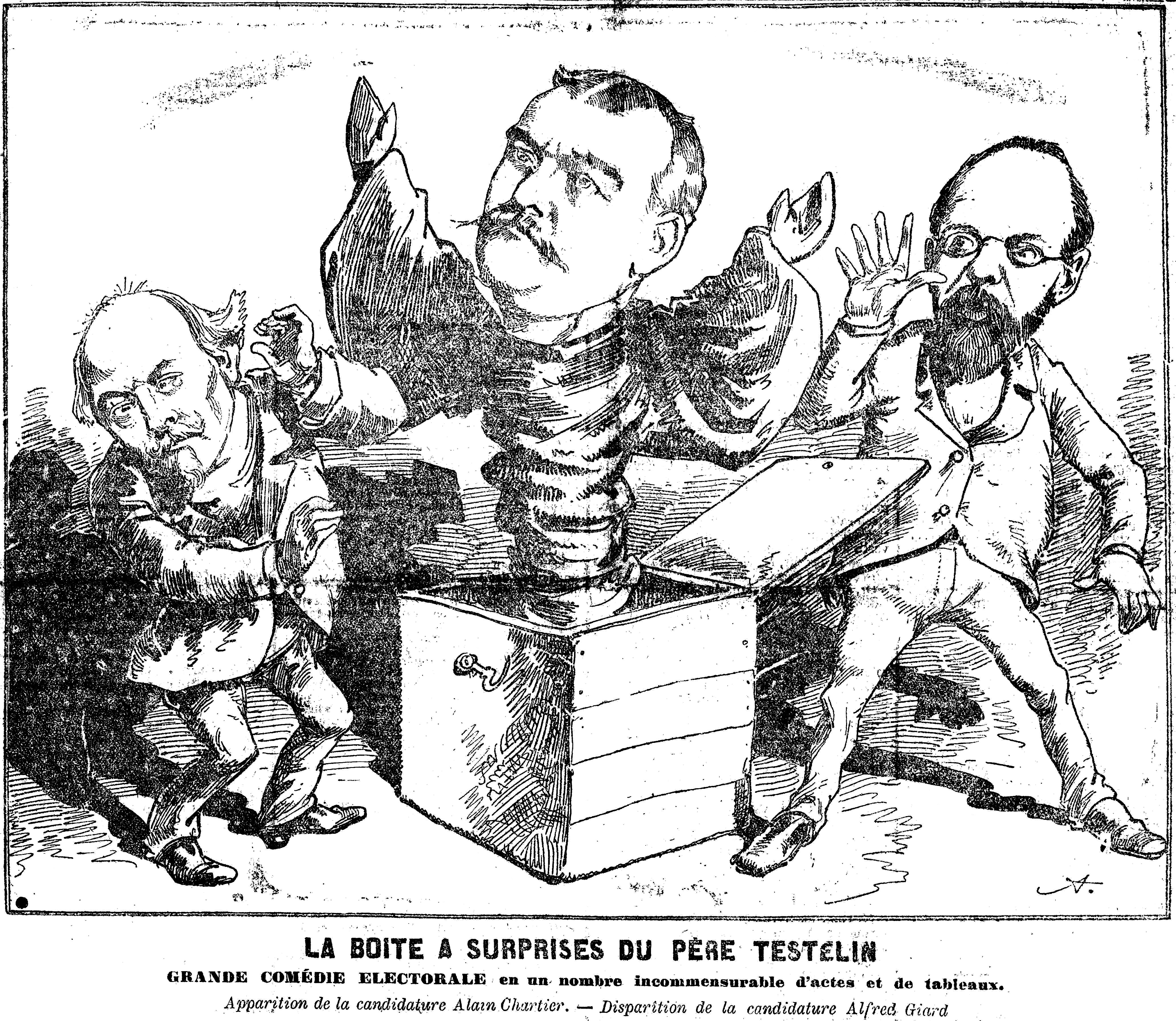
Caricature de Lemot à propos de la candidature de Chartier et du retrait de Giard (Le Lillois, 20 septembre 1885).

Le 6 septembre, les journaux opportunistes annoncent que le comité central présidé par Testelin a choisi de remplacer le radical Tahon-Fauvel par le conseiller général Alain Chartier, un modéré. Devant ce nouvel affront, qui ne laisse plus que trois places aux radicaux, Giard écrit aussitôt à Testelin pour lui annoncer que sa « conscience de vrai républicain » le pousse à se retirer de cette liste « dite d'union ».
Une liste radicale-socialiste est par conséquent préparée sous la direction du député de Valenciennes. Intitulée « liste pour la paix, la liberté et les réformes radicales », elle est présentée très peu de temps avant le scrutin. On y trouve des personnalités nordistes du radicalisme, comme Émile Moreau, Achille Werquin et le mineur Émile Basly, mais aussi des hommes politiques d'autres départements, tels que Georges Laguerre, député sortant du Vaucluse, et Florent-Lefebvre, député sortant d'Arras rejeté de la liste républicaine du Pas-de-Calais.
Trystram et Mariage, qui appartiennent à la gauche radicale, c'est-à-dire à la nuance la plus modérée du radicalisme, choisissent quant à eux de rester sur la liste opportuniste conduite par le ministre Pierre Legrand. La place délaissée par Giard est confiée à l'avocat Paul Foucart.
De leur côté, les socialistes révolutionnaires montent leur propre liste. Les premiers noms sont publiés dans leur journal, Le Réveil du Forçat, au cours de la semaine du 20 septembre. On y trouve notamment des militants nordistes du Parti ouvrier français tels qu'Henri Carrette et Gustave Delory.

### Union des conservateurs
Du côté de la droite, un comité départemental s'est formé sous l'égide d'Ignace Plichon, député sortant et ancien ministre, afin de constituer une liste commune à tous les monarchistes.
Au mois de juillet, l'unité des monarchistes a été menacée par les bonapartistes, qui réclamaient huit places sur la liste. Cette revendication était portée par le journaliste et ancien député Robert Mitchell, qui est allé jusqu'à défier les royalistes du Nord au cours d'une série de conférences. L'influent Paul de Cassagnac, bonapartiste mais partisan de l'union des droites avant tout, est alors intervenu avec succès auprès du comité bonapartiste de la rue d'Anjou, qui a fait cesser cette campagne.
Le 19 août, sous la présidence de l'ancien magistrat Félix Le Roy, président du comité départemental, une réunion plénière a lieu à Lille, salle Ozanam, afin de ratifier les choix des collèges d'arrondissements.
Contrairement à la liste républicaine, la liste conservatrice subit peu de modifications avant le scrutin (remplacement de Léon Thiriez par Le Roy, désignation d'Auguste Lepoutre pour Roubaix). Ses membres sont majoritairement des royalistes, souvent issus du courant légitimiste et catholique. Ils côtoient une minorité de bonapartistes et d'indépendants non monarchistes (Lepoutre, Le Gavrian, Lefèvre-Pontalis).

### Campagne

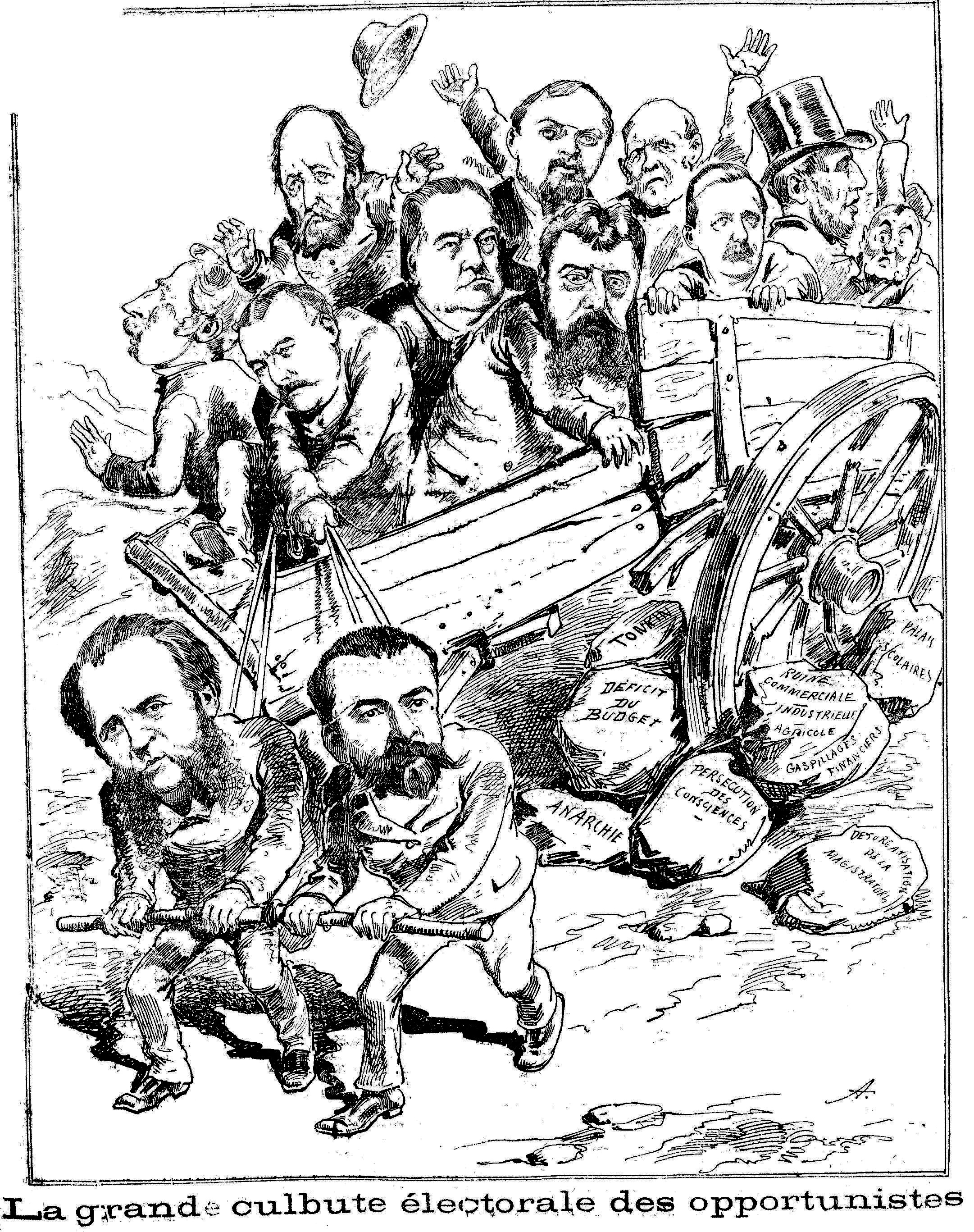
Caricature des candidats opportunistes par Lemot (Le Lillois, 4 octobre 1885).

Réitérant une stratégie gagnante lors de l'élection sénatoriale du début de l'année, les conservateurs passent sous silence leurs opinions monarchistes et font surtout campagne sur des thèmes économiques et sociaux. Protectionnistes, ils accusent les républicains d'avoir voté des traités commerciaux contraires aux intérêts de l'industrie et de l'agriculture du Nord. Ils évoquent également l'aggravation de la dette de l’État et le risque d'une augmentation des impôts.
Les opportunistes répliquent en se déclarant eux-mêmes « protectionnistes » et déterminés « à éviter tout impôt nouveau ».

## Résultats et conséquences
Au premier tour, la majorité absolue, placée à 143 553 voix, est dépassée par tous les candidats de la liste conservatrice, qui obtiennent tous plus de 160 000 voix. Par conséquent, cette liste remporte tous les sièges.
Affaibli par leur conflit avec les radicaux, les opportunistes ont obtenu entre 123 184 (Trystram) et 113 604 suffrages (Simon).
Si le radical Giard a réussi à réunir sur son nom 12 292 voix, ses colistiers n'ont obtenu qu'entre 3 433 (Alhant) et 8 932 voix (Moreau).
Les candidats de la liste socialiste ont quant eux obtenu une moyenne de 1 996 voix.
Le monopole des monarchistes sur la délégation nordiste s'atténuera un peu au cours de la législature, à la suite de plusieurs décès suivis d'élections partielles gagnées par des républicains (Trystram, Lecomte et Legrand) puis par des boulangistes (Boulanger lui-même et Koechlin-Schwartz).

### Députés élus
| Députés | Députés                           | Liste         | Voix    | Qualité                                                         | Arrondissement         |
| ------- | --------------------------------- | ------------- | ------- | --------------------------------------------------------------- | ---------------------- |
|         | Eugène des Rotours                | Conservateurs | 165 244 | Député sortant Conseiller général (Orchies) Maire d'Avelin      | Lille (Lille-Campagne) |
|         | Léon Renard                       | Conservateurs | 163 744 | Ancien député Maire de Fresnes-sur-Escaut                       | Valenciennes           |
|         | Louis Legrand de Lecelles         | Conservateurs | 162 592 | Ancien conseiller général (Saint-Amand-Rive gauche)             | Valenciennes           |
|         | Antonin Lefèvre-Pontalis          | Conservateurs | 161 761 | Ancien député                                                   | Avesnes                |
|         | Georges Brame                     | Conservateurs | 162 303 | Député sortant                                                  | Lille (Lille-Campagne) |
|         | Ignace Plichon                    | Conservateurs | 162 327 | Député sortant Conseiller général (Bailleul-S.-O.)              | Hazebrouck             |
|         | Louis Beaucarne-Leroux            | Conservateurs | 162 227 | Ancien député Président du comice agricole de Lille             | Lille (Lille-Campagne) |
|         | Charles Jonglez                   | Conservateurs | 162 244 | Député sortant Conseiller général (Tourcoing-N.)                | Lille (Tourcoing)      |
|         | Paul Le Gavrian                   | Conservateurs | 161 474 | Ancien industriel                                               | Lille (Lille-Ville)    |
|         | Léon Maurice                      | Conservateurs | 161 870 | Ancien magistrat                                                | Douai                  |
|         | Joseph Morel                      | Conservateurs | 161 650 | Maire de Lallaing                                               | Douai                  |
|         | Jules Delelis                     | Conservateurs | 160 987 | Ancien maire de Dunkerque Président de la Société d'agriculture | Dunkerque              |
|         | Edmond de Martimprey              | Conservateurs | 161 707 | Ancien officier d'artillerie                                    | Cambrai                |
|         | Joseph Bosquillon de Frescheville | Conservateurs | 161 548 | Général                                                         | Hazebrouck             |
|         | Ernest Déjardin-Verkinder         | Conservateurs | 161 398 | Maire d’Avesnes-le-Sec                                          | Cambrai                |
|         | Alphonse Bergerot                 | Conservateurs | 161 307 | Député sortant                                                  | Dunkerque              |
|         | Félix Le Roy                      | Conservateurs | 161 587 | Ancien magistrat                                                | Lille                  |
|         | Auguste Lepoutre                  | Conservateurs | 160 986 | Industriel                                                      | Lille (Roubaix)        |
|         | Charles Thellier de Poncheville   | Conservateurs | 161 548 | Avocat                                                          | Valenciennes           |
|         | Émile Bottieau                    | Conservateurs | 161 324 | Ancien député                                                   | Avesnes                |